# En hufvudsak
En hufvudsak – Komedi i en akt är en komedi av Thyra (Alfhild Agrell), uruppförd på Nya Teatern i Stockholm den 1 januari 1882.

## Handling
Den gifta paret Thore och Siri sitter på var sin kant och tiger. Siri är modeintresserad och barnsligt bortskämd och har återigen köpt en ny hatt för pengar ur hushållskassan. Siri är omedveten om att hennes intresse för kläder har bidragit till att hemmet blivit intecknat. Thore har valt att hålla hustrun ovetande om parets bekymmer så att hustrun kan fortsätta vara glad den tid som återstår innan den ekonomiska katastrofen är ett faktum.
Siris vän Agnes kommer på besök och råkar av en händelse höra att Thore fått ett brev från en kvinna. Agnes tror att det är ett kärleksbrev och beslutar sig för att hjälpa Siri. När Siri öppnar brevet visar det sig komma från Thores moster, som har blivit informerad om deras dåliga ekonomi. En kort tid senare hittar Siri ett kvitto som visar att Thore lånat pengar till ockerränta för att kunna betala hennes hatt. Siri förstår att hon varit oaktsam med pengarna och att hon har varit ett klent stöd för sin make.
Situationen till trots så slutar historien lyckligt då Thores och Siris kärlek samt en oväntad summa pengar lyckas rädda situationen. Siri kommer aldrig mer att betrakta en hatt som en huvudsak i egentlig mening, bara i bokstavlig.

## Personer
- Thore, kassör
- Siri, hans hustru
- Agnes, Siris vän
- Lisa, Siris före detta sköterska

## Om pjäsen
Pjäsen var Agrells andra uppförda pjäs och den första att sättas upp på Nya Teatern. Den föregicks av Hvarför? som hade premiär 1881 på Dramaten. En hufvudsak utgavs som en del av samlingen Dramatiska arbeten I 1883 på Oscar L. Lamms förlag, tillsammans med Hvarför? och Räddad. 2012 utgavs den som en del av samlingen Dramatiska arbeten, som innehåller Agrells samlade dramatiska produktion.